# Controllo adattativo
In scienza dell'automazione, con il termine controllo adattativo (o controllo adattivo) si fa riferimento a leggi di controllo che in modo autonomo modificano i propri parametri per adattarsi alle modifiche che il sistema può subire durante l'esercizio delle sue funzioni. Un problema classico in cui può essere utile disporre di un controllore adattativo, è quello dei robot manipolati, per i quali non è noto il peso dell'oggetto manipolato. In questi casi il controllore adattativo modificando i suoi parametri garantisce il rispetto delle prestazioni ed in alcuni casi permette anche di identificare il valore del parametro (o dei parametri incerti).

## Classificazione delle tecniche di controllo adattativo
Una prima classificazione tra le diverse tecniche di controllo adattativo può essere fatta in base al tipo di azione:
- Controllo adattativo in feedforward: L'azione di controllo viene definita sfruttando un'opportuna modellazione del sistema, ad esempio in forma tabellata, che viene modificata secondo una opportuna legge adattativa in base alle misure effettuate in uscita.
- Controllo adattativo in feedback: L'azione di controllo viene definita calcolando dapprima un segnale di errore (differenza tra riferimento desiderato ed uscita attuale) che filtrato attraverso un blocco adattativo restituisce l'azione di controllo.

La soluzione in feedforward è utilizzata principalmente quando la misura del segnale di uscita è affetta da forti ritardi, che rendono inadeguate le prestazioni della soluzione in feedback. La soluzione in feedback, in assenza di ritardi consistenti, garantisce una maggiore rapidità nel recupero degli errori dovuti alla presenza di disturbi agenti sul sistema.
All'interno di queste due classi è possibile distinguere le seguenti soluzioni di controllo:
- Controllori adattativi
  - Gain scheduling

MRAC

MIAC

  - MRAC Controllori adattativi a modello di riferimento, i parametri del controllore sono adattati in modo da garantire un comportamento del sistema simile al modello di riferimento.
    - MRAC con metodo del gradiente

  - MIAC Controllori adattativi basati sul modello identificato, i parametri del controllore sono adattati sulla base dei parametri del sistema identificati.
    - Impliciti (o indiretti): eseguono l'identificazione del sistema e basandosi su tali informazioni adattano i parametri del sistema.
    - Espliciti (o diretti): effettuano in un'unica operazione l'identificazione e il calcolo dei nuovi parametri del controllore.
- Controllori adattativi duali (basati sulla teoria del controllo duale)
  - Controllori ottimi duali
  - Controllori subottimi duali

## Soluzioni di controllo alternative
Un'altra tecnica di controllo che garantisce il rispetto di alcuni indici prestazionali al variare dei parametri è il controllo robusto, che a differenza del controllo adattativo non prevede una modifica dei suoi parametri, ma richiede la conoscenza dei limiti di variabilità dei parametri del sistema.